# Nomos Pireus

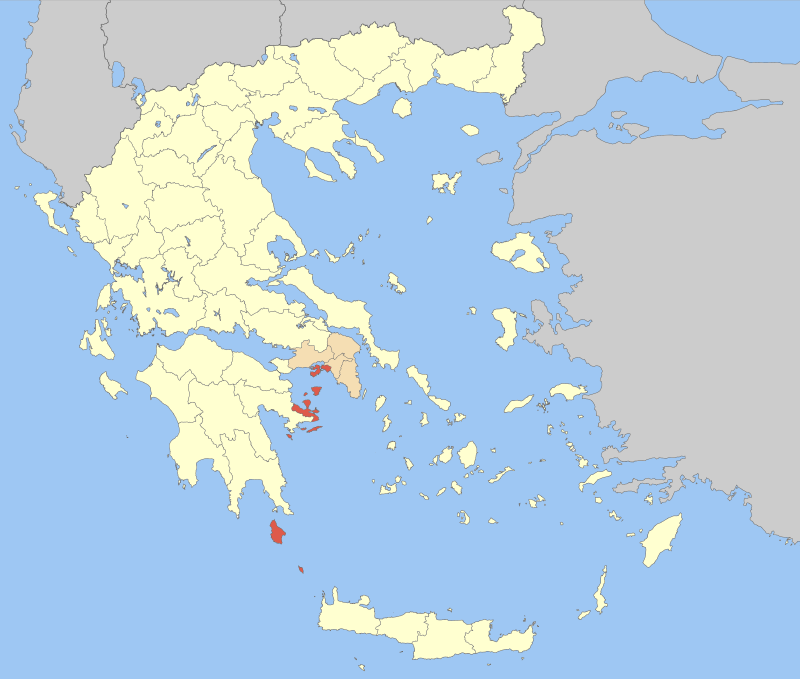
Lokalizacja nomarchii Pireus

Nomos Pireus – do końca 2010 roku nomos w Republice Greckiej w regionie i prefekturze Attyka, obejmująca terytorium miasta Pireus, archipelag Wysp Sarońskich, północne tereny Półwyspu Argolidzkiego (Metanę i Trojzenę) oraz wyspę Kithirę wraz z wysepkami Antikithirą i Elafonisos w archipelagu Wysp Jońskich.